# Bambadinca
Bambadinca är en ort i Bafatáregionen i Guinea-Bissau. Den ligger i den centrala delen av landet, 80 km öster om huvudstaden Bissau. Folkmängden uppgick till cirka 6 000 invånare vid folkräkningen 2009. 

## Geografi
Bambadinca ligger 7 meter över havet. Terrängen runt Bambadinca är platt. Runt Bambadinca är det ganska glesbefolkat, med 43 invånare per kvadratkilometer. I omgivningarna runt Bambadinca växer huvudsakligen savannskog.